# Tabernakel-Rahmen
Der Tabernakel-Rahmen ist eine in der spätgotischen Rahmenkunst entstandene Rahmungsart sakraler Bildwerke.
Das Tabernakel verweist ursprünglich wahrscheinlich auf den Aufbewahrungsort der Gesetzestafeln, des Allerheiligsten der Juden. Im Christentum hat das Allerheiligste im Tabernakel seinen Platz. Der Tabernakel-Rahmen hat die Vorderansicht des Tabernakels mit seinen Säulen und dem Dach zum Vorbild. Hervorgegangen ist diese Rahmenform aus dem Ädikula-Rahmen (lat. aedicula, Tempelchen) als dessen verkleinerte Version.
Die Ädikula bezeichnete anfangs kleine überdachte Aufbauten in römischen Tempeln, in denen Statuen untergebracht waren. Später wurden mit diesem Begriff alle kleinen, an der Front offene tempelähnliche Bauten, Nischen und schließlich auch Bilderrahmen benannt, die eine Stützengliederung durch Säulen, Pilaster und Pfeiler sowie einen Dreiecks- oder Segmentbogengiebel – den Architrav – aufwiesen.
Vor diesem Hintergrund seiner Entstehungsgeschichte kann der Tabernakel-Rahmen als eine durch die Architektur geprägte Form des Bilderrahmens angesehen werden.